# ليلاند غلاس
ليلاند غلاس (بالإنجليزية: Leland Glass)‏ هو لاعب كرة قدم أمريكية أمريكي، ولد في 1950.

## روابط خارجية
- ليلاند غلاس على موقع مرجع كرة القدم المحترفة.كوم (الإنجليزية)
- ليلاند غلاس على موقع كلية كرة القدم في سبورتس رفرنس.كوم (الإنجليزية)